# ادبیات هلندی‌زبان
ادبیات هلندی‌زبان (هلندی: Nederlandstalige literatuur) به مجموعه آثار نوشته‌شده به زبان هلندی اشاره دارد که مردم هلند و شمال بلژیک بدان سخن می‌گویند. قدیمی‌ترین شاعر شناخته‌شده‌ای که از گویشی از هلندی در کارهایش استفاده می‌کرد، هاینریش فون فلدکه بود که در قرون وسطی می‌زیست و آثارش نمونه معمول شور و شوق مذهبی آن دوران بودند که از مراکز آموزش فرانسوی آن دوران سرچشمه می‌گرفت.